# La Cité de l'Eau noire
Pour les articles homonymes, voir Black Water.
La Cité de l'Eau noire (titre original : Black Water) est le cinquième tome de la série à succès Bobby Pendragon écrite par D. J. MacHale.

## Résumé
Bobby doit se rendre à Eelong, un monde merveilleux et dangereux à la fois, peuplé de lézards géants, les tangs. Mais le plus grand défi est encore que, sur ce territoire, l'espèce dominante est une race de félins intelligents, les klees, tandis que les humains sont considérés comme des animaux. et traités comme tels. Bobby va malgré tout tenter de contrecarrer le nouveau projet destructeur de Saint Dane : provoquer un terrible génocide qui entraînera la chute d'Eelong.
Et, pour y parvenir, il devra résoudre le mystère de l'Eau noire, tout en évitant de se faire mettre en pièces, ou réduire en esclavage. Pour Eelong, le compte à rebours est déjà enclenché.